# Ministri delle infrastrutture della Francia
Questo articolo mostra l'elenco dei ministri delle infrastrutture della Francia.

## Quinta Repubblica
| Ministro                                                 | Incarico                                                                                               | Ministro delegato o Segretario di Stato                            | Incarico                                                                                      | Governo                         | Inizio                          | Fine                            |
| Presidenza di Charles de Gaulle                          | Presidenza di Charles de Gaulle                                                                        | Presidenza di Charles de Gaulle                                    | Presidenza di Charles de Gaulle                                                               | Presidenza di Charles de Gaulle | Presidenza di Charles de Gaulle | Presidenza di Charles de Gaulle |
| -------------------------------------------------------- | --- | ------------------------------------------------------------------ | --------------------------------------------------------------------------------------------- | ------------------------------- | ------------------------------- | ------------------------------- |
| Edgard Pisani                                            | Ministro delle infrastrutture                                                                          | Roland Nungesser                                                   | Segretario di Stato per l'edilizia abitativa                                                  | Pompidou III                    | 8 gennaio 1966                  | 1º aprile 1967                  |
| Edgard Pisani                                            | Ministro delle infrastrutture                                                                          | André Bettencourt                                                  | Segretario di Stato per i trasporti                                                           | Pompidou III                    | 8 gennaio 1966                  | 1º aprile 1967                  |
| Edgard Pisani                                            | Ministro delle infrastrutture e dell'edilizia abitativa                                                | Nessuno                                                            | Nessuno                                                                                       | Pompidou IV                     | 7 aprile 1967                   | 28 aprile 1967                  |
| François-Xavier Ortoli                                   | Ministro delle infrastrutture e dell'edilizia abitativa                                                | Nessuno                                                            | Nessuno                                                                                       | Pompidou IV                     | 28 aprile 1967                  | 31 maggio 1968                  |
| Robert Galley                                            | Ministro delle infrastrutture e dell'edilizia abitativa                                                | Philippe Dechartre                                                 | Segretario di Stato per i problemi abitativi                                                  | Pompidou IV                     | 31 maggio 1968                  | 10 luglio 1968                  |
| Albin Chalandon                                          | Ministro delle infrastrutture e dell'edilizia abitativa                                                | Philippe Dechartre                                                 | Segretario di Stato per le infrastrutture e l'edilizia abitativa                              | Couve de Murville               | 12 luglio 1968                  | 20 giugno 1969                  |
| Albin Chalandon                                          | Ministro delle infrastrutture e dell'edilizia abitativa                                                | Presidenza di Georges Pompidou                                     |                                                                                               |                                 |                                 |                                 |
| Albin Chalandon                                          | Ministro delle infrastrutture e dell'edilizia abitativa                                                | Marcel Anthonioz                                                   | Segretario di Stato (fino all'8 luglio 1969) Segretario di Stato per il turismo               | Chaban-Delmas                   | 22 giugno 1969                  | 5 luglio 1972                   |
| Robert-André Vivien                                      | Segretario di Stato (fino all'8 luglio 1969) Segretario di Stato per l'edilizia abitativa              |                                                                    |                                                                                               | Chaban-Delmas                   | 22 giugno 1969                  | 5 luglio 1972                   |
| Olivier Guichard                                         | Ministro delle infrastrutture, dell'edilizia abitativa e della pianificazione regionale                | Christian Bonnet                                                   | Segretario di Stato                                                                           | Messmer I                       | 6 luglio 1972                   | 12 luglio 1972                  |
| Olivier Guichard                                         | Ministro della pianificazione regionale, delle infrastrutture, dell'edilizia abitativa e del turismo   | Christian Bonnet                                                   | Segretario di Stato                                                                           | Messmer I                       | 12 luglio 1972                  | 28 marzo 1973                   |
| Olivier Guichard                                         | Ministro della pianificazione regionale, delle infrastrutture, dell'edilizia abitativa e del turismo   | Christian Bonnet                                                   | Segretario di Stato (dal 12 aprile 1973)                                                      | Messmer II                      | 5 aprile 1973                   | 27 febbraio 1974                |
| Olivier Guichard                                         | Ministro della pianificazione regionale, delle infrastrutture, dell'edilizia abitativa e del turismo   | Aimé Paquet                                                        | Segretario di Stato (dal 12 aprile 1973)                                                      | Messmer II                      | 5 aprile 1973                   | 27 febbraio 1974                |
| Olivier Guichard                                         | Ministro di Stato, ministro della pianificazione regionale, delle infrastrutture e dei trasporti       | Christian Bonnet                                                   | Segretario di Stato per l'edilizia abitativa                                                  | Messmer III                     | 1º marzo 1974                   | 27 maggio 1974                  |
| Olivier Guichard                                         | Ministro di Stato, ministro della pianificazione regionale, delle infrastrutture e dei trasporti       | Aymar Achille-Fould                                                | Segretario di Stato per i trasporti                                                           | Messmer III                     | 1º marzo 1974                   | 27 maggio 1974                  |
| Presidenza di Valery Giscard d'Estaing                   | |                                                                    |                                                                                               |                                 |                                 |                                 |
| Robert Galley                                            | Ministro delle infrastrutture                                                                          | Jacques Barrot                                                     | Segretario di Stato per l'edilizia abitativa (dall'8 giugno 1974)                             | Chirac I                        | 28 maggio 1974                  | 25 agosto 1976                  |
| Jean-Pierre Fourcade                                     | Ministro delle infrastrutture                                                                          | Marcel Cavaillé                                                    | Segretario di Stato per i trasporti                                                           | Barre I                         | 27 agosto 1976                  | 29 marzo 1977                   |
| Jean-Pierre Fourcade                                     | Ministro delle infrastrutture                                                                          | Jacques Barrot                                                     | Segretario di Stato per l'edilizia abitativa                                                  | Barre I                         | 27 agosto 1976                  | 29 marzo 1977                   |
| Jean-Pierre Fourcade                                     | Ministro delle infrastrutture e della pianificazione regionale                                         | Jacques Barrot                                                     | Segretario di Stato per l'edilizia abitativa (dal 1º aprile 1977)                             | Barre II                        | 30 marzo 1977                   | 26 settembre 1977               |
| Jean-Pierre Fourcade                                     | Ministro delle infrastrutture e della pianificazione regionale                                         | Marcel Cavaillé                                                    | Segretario di Stato per i trasporti (dal 1º aprile 1977)                                      | Barre II                        | 30 marzo 1977                   | 26 settembre 1977               |
| Jean-Pierre Fourcade                                     | Ministro delle infrastrutture e della pianificazione regionale                                         | Paul Dijoud                                                        | Segretario di Stato per la pianificazione territoriale (dal 1º aprile 1977 all'8 giugno 1977) | Barre II                        | 30 marzo 1977                   | 26 settembre 1977               |
| Fernand Icart                                            | Ministro delle infrastrutture e della pianificazione regionale                                         | Jacques Barrot                                                     | Segretario di Stato per l'edilizia abitativa                                                  | Barre II                        | 26 settembre 1977               | 31 marzo 1978                   |
| Fernand Icart                                            | Ministro delle infrastrutture e della pianificazione regionale                                         | Marcel Cavaillé                                                    | Segretario di Stato per i trasporti                                                           | Barre II                        | 26 settembre 1977               | 31 marzo 1978                   |
| Nessun titolare tra il 31 marzo 1978 e il 22 maggio 1981 | |                                                                    |                                                                                               |                                 |                                 |                                 |
| Presidenza di François Mitterrand                        | |                                                                    |                                                                                               |                                 |                                 |                                 |
| Louis Mermaz                                             | Ministro delle infrastrutture e dei trasporti                                                          | Nessuno                                                            | Nessuno                                                                                       | Mauroy I                        | 22 maggio 1981                  | 22 giugno 1981                  |
| Nessun titolare tra il 22 giugno 1981 e il 20 marzo 1986 | |                                                                    |                                                                                               |                                 |                                 |                                 |
| Pierre Méhaignerie                                       | Ministro delle infrastrutture, dell'edilizia abitativa, della pianificazione regionale e dei trasporti | Jacques Douffiagues                                                | Ministro delegato ai trasporti                                                                | Chirac II                       | 20 marzo 1986                   | 10 maggio 1988                  |
| Pierre Méhaignerie                                       | Ministro delle infrastrutture, dell'edilizia abitativa, della pianificazione regionale e dei trasporti | Alain Carignon                                                     | Ministro delegato all'ambiente                                                                | Chirac II                       | 20 marzo 1986                   | 10 maggio 1988                  |
| Maurice Faure                                            | Ministro di Stato, ministro delle infrastrutture e dell'edilizia abitativa                             | Philippe Essig                                                     | Segretario di Stato per l'edilizia abitativa (dal 13 maggio 1988)                             | Rocard I                        | 12 maggio 1988                  | 23 giugno 1988                  |
| Maurice Faure                                            | Ministro di Stato, ministro delle infrastrutture e dell'edilizia abitativa                             | Émile Biasini                                                      | Segretario di Stato per le grandi opere (dal 13 maggio 1988)                                  | Rocard I                        | 12 maggio 1988                  | 23 giugno 1988                  |
| Maurice Faure                                            | Ministro di Stato, ministro delle infrastrutture e dell'edilizia abitativa                             | Nessuno                                                            | Nessuno                                                                                       | Rocard II                       | 28 giugno 1988                  | 22 febbraio 1989                |
| Michel Delebarre                                         | Ministro delle infrastrutture, dell'edilizia, dei trasporti e del mare                                 | Jacques Mellick                                                    | Ministro delegato al mare                                                                     | Rocard II                       | 22 febbraio 1989                | 21 dicembre 1990                |
| Michel Delebarre                                         | Ministro delle infrastrutture, dell'edilizia, dei trasporti e del mare                                 | Louis Besson                                                       | Ministro delegato all'edilizia abitativa (dal 29 marzo 1989)                                  | Rocard II                       | 22 febbraio 1989                | 21 dicembre 1990                |
| Michel Delebarre                                         | Ministro delle infrastrutture, dell'edilizia, dei trasporti e del mare                                 | Georges Sarre                                                      | Segretario di Stato per i trasporti stradali e fluviali                                       | Rocard II                       | 22 febbraio 1989                | 21 dicembre 1990                |
| Louis Besson                                             | Ministro delle infrastrutture, dell'edilizia, dei trasporti e del mare                                 | Jacques Mellick                                                    | Ministro delegato al mare                                                                     | Rocard II                       | 21 dicembre 1990                | 15 maggio 1991                  |
| Louis Besson                                             | Ministro delle infrastrutture, dell'edilizia, dei trasporti e del mare                                 | Georges Sarre                                                      | Segretario di Stato per i trasporti stradali e fluviali                                       | Rocard II                       | 21 dicembre 1990                | 15 maggio 1991                  |
| Paul Quilès                                              | Ministro delle infrastrutture, dell'edilizia abitativa, dei trasporti e dello spazio                   | Jean-Michel Baylet                                                 | Ministro delegato al turismo                                                                  | Cresson                         | 16 maggio 1991                  | 2 aprile 1992                   |
| Paul Quilès                                              | Ministro delle infrastrutture, dell'edilizia abitativa, dei trasporti e dello spazio                   | Marcel Debarge                                                     | Segretario di Stato per l'edilizia abitativa (dal 17 maggio 1991)                             | Cresson                         | 16 maggio 1991                  | 2 aprile 1992                   |
| Paul Quilès                                              | Ministro delle infrastrutture, dell'edilizia abitativa, dei trasporti e dello spazio                   | Georges Sarre                                                      | Segretario di Stato per i trasporti stradali e fluviali (dal 17 maggio 1991)                  | Cresson                         | 16 maggio 1991                  | 2 aprile 1992                   |
| Paul Quilès                                              | Ministro delle infrastrutture, dell'edilizia abitativa, dei trasporti e dello spazio                   | Jean-Yves Le Drian                                                 | Segretario di Stato per il mare (dal 17 maggio 1991)                                          | Cresson                         | 16 maggio 1991                  | 2 aprile 1992                   |
| Jean-Louis Bianco                                        | Ministro delle infrastrutture, dell'edilizia abitativa e dei trasporti                                 | Marie-Noëlle Linemann                                              | Ministro delegato all'edilizia abitativa e all'ambiente di vita                               | Bérégovoy                       | 2 aprile 1992                   | 29 marzo 1993                   |
| Jean-Louis Bianco                                        | Ministro delle infrastrutture, dell'edilizia abitativa e dei trasporti                                 | Georges Sarre                                                      | Segretario di Stato per i trasporti stradali e fluviali (dal 4 aprile 1992)                   | Bérégovoy                       | 2 aprile 1992                   | 29 marzo 1993                   |
| Jean-Louis Bianco                                        | Ministro delle infrastrutture, dell'edilizia abitativa e dei trasporti                                 | Charles Josselin                                                   | Segretario di Stato per il mare (dal 4 aprile 1992)                                           | Bérégovoy                       | 2 aprile 1992                   | 29 marzo 1993                   |
| Bernard Bosson                                           | Ministro delle infrastrutture, dei trasporti e del turismo                                             | Nessuno                                                            | Nessuno                                                                                       | Balladur                        | 30 marzo 1993                   | 11 maggio 1995                  |
| Presidenza di Jacques Chirac                             | |                                                                    |                                                                                               |                                 |                                 |                                 |
| Bernard Pons                                             | Ministro della pianificazione regionale, delle infrastrutture e dei trasporti                          | Raymond-Max Aubert                                                 | Segretario di Stato per lo sviluppo rurale                                                    | Juppé I                         | 18 maggio 1995                  | 7 novembre 1995                 |
| Bernard Pons                                             | Ministro della pianificazione regionale, delle infrastrutture e dei trasporti                          | Anne-Marie Idrac                                                   | Segretario di Stato per i trasporti                                                           | Juppé I                         | 18 maggio 1995                  | 7 novembre 1995                 |
| Bernard Pons                                             | Ministro delle infrastrutture, dell'edilizia abitativa, dei trasporti e del turismo                    | Pierre-André Périssol                                              | Ministro delegato all'edilizia abitativa                                                      | Juppé II                        | 7 novembre 1995                 | 2 giugno 1997                   |
| Bernard Pons                                             | Ministro delle infrastrutture, dell'edilizia abitativa, dei trasporti e del turismo                    | Anne-Marie Idrac                                                   | Segretario di Stato per i trasporti                                                           | Juppé II                        | 7 novembre 1995                 | 2 giugno 1997                   |
| Jean-Claude Gayssot                                      | Ministro delle infrastrutture, dei trasporti e dell'edilizia abitativa                                 | Louis Besson (fino al 27 marzo 2001) Marie-Noëlle Linemann         | Segretario di Stato per l'edilizia abitativa                                                  | Jospin                          | 4 giugno 1997                   | 6 maggio 2002                   |
| Jean-Claude Gayssot                                      | Ministro delle infrastrutture, dei trasporti e dell'edilizia abitativa                                 | Michelle Demessine (fino al 23 ottobre 2001) Jacques Brunhes       | Segretario di Stato per il turismo                                                            | Jospin                          | 4 giugno 1997                   | 6 maggio 2002                   |
| Gilles de Robien                                         | Ministro delle infrastrutture, dei trasporti, dell'edilizia abitativa, del turismo e del mare          | Nicole Ameline                                                     | Segretario di Stato per il mare                                                               | Raffarin I                      | 7 maggio 2002                   | 17 giugno 2002                  |
| Gilles de Robien                                         | Ministro delle infrastrutture, dei trasporti, dell'edilizia abitativa, del turismo e del mare          | Dominique Bussereau                                                | Segretario di Stato per i trasporti                                                           | Raffarin I                      | 7 maggio 2002                   | 17 giugno 2002                  |
| Gilles de Robien                                         | Ministro delle infrastrutture, dei trasporti, dell'edilizia abitativa, del turismo e del mare          | Dominique Bussereau                                                | Segretario di Stato per i trasporti e il mare                                                 | Raffarin II                     | 17 giugno 2002                  | 30 marzo 2004                   |
| Gilles de Robien                                         | Ministro delle infrastrutture, dei trasporti, dell'edilizia abitativa, del turismo e del mare          | Léon Bertrand                                                      | Segretario di Stato per il turismo                                                            | Raffarin II                     | 17 giugno 2002                  | 30 marzo 2004                   |
| Gilles de Robien                                         | Ministro delle infrastrutture, dei trasporti, della pianificazione regionale, del turismo e del mare   | Léon Bertrand                                                      | Ministro delegato al turismo                                                                  | Raffarin III                    | 31 marzo 2004                   | 31 maggio 2005                  |
| Gilles de Robien                                         | Ministro delle infrastrutture, dei trasporti, della pianificazione regionale, del turismo e del mare   | François Goulard                                                   | Segretario di Stato per i trasporti e il mare                                                 | Raffarin III                    | 31 marzo 2004                   | 31 maggio 2005                  |
| Gilles de Robien                                         | Ministro delle infrastrutture, dei trasporti, della pianificazione regionale, del turismo e del mare   | 'Philippe Briand (fino al 14 aprile 2004) Frédéric de Saint-Sernin | Segretario di Stato per la pianificazione regionale                                           | Raffarin III                    | 31 marzo 2004                   | 31 maggio 2005                  |
| Dominique Perben                                         | Ministro dei trasporti, delle infrastrutture, del turismo e del mare                                   | Léon Bertrand                                                      | Ministro delegato al turismo                                                                  | de Villepin                     | 2 giugno 2005                   | 15 maggio 2007                  |
| Titolo abolito                                           | |                                                                    |                                                                                               |                                 |                                 |                                 |